# Łukasz Szumowski

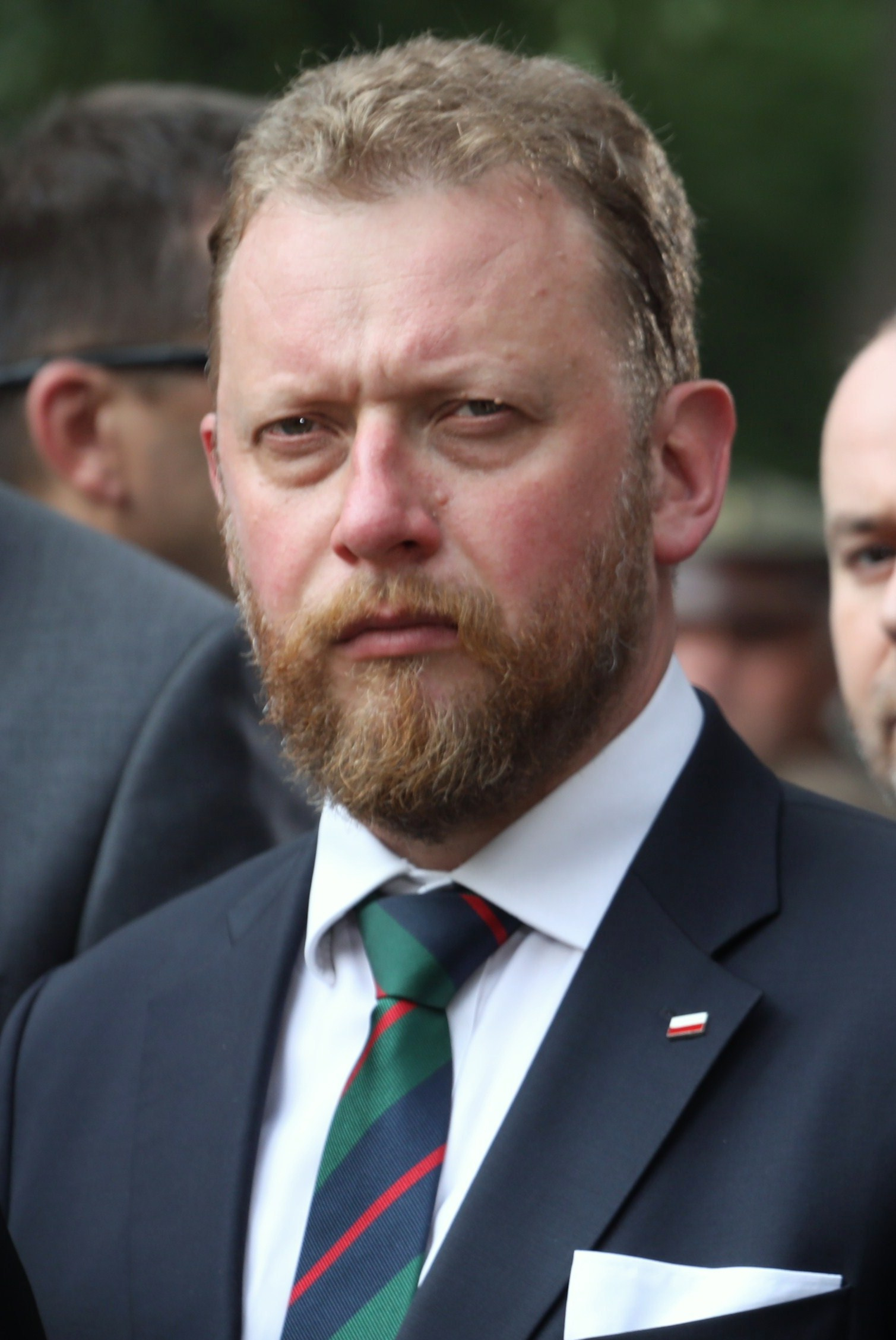
Łukasz Szumowski (2019)

Łukasz Szumowski (* 3. Juni 1972 in Warschau) ist ein polnischer parteiloser Politiker. Von Januar 2018 an war er Gesundheitsminister im Kabinett Morawiecki I und Kabinett Morawiecki II. Am 18. August 2020 trat er von diesem Amt zurück.

## Leben
Szumowski studierte in Warschau Medizin und ist Arzt. Mit 44 Jahren wurde er Professor für Herzmedizin. Nach dem Studium arbeitete er mit seiner heutigen Ehefrau, einer Fachärztin für Anästhesie, bei Mutter Teresa in Kalkutta. Mit seiner Ehefrau hat er vier Kinder.
Im Frühjahr 2020 wurde Szumowski für seine Handhabung der COVID-19-Krise in Polen zunächst sehr gelobt. Das Land wies vergleichsweise niedrige Infektionszahlen und Todesfälle auf, auch dank eines von ihm wesentlich mitverantworteten frühen Lockdowns. Zeitweise war Szumowski der beliebteste Politiker Polens.
Die Sachlage änderte sich jedoch in den Wochen vor seinem Rücktritt. Fachleute machten lange darauf aufmerksam, dass die Krankenhäuser unterbesetzt, überaltert und schlecht ausgerüstet seien. Am Tag seiner Demission wurden 16.000  COVID-19-Erkrankte in Polen registriert. Zur Last gelegt wurde Szumowski vor allem die Anschaffung ineffektiver Medizinprodukte. So kaufte sein Ministerium von einem befreundeten Skilehrer und auf Vermittlung seines Bruders 130.000 Masken zum Preis von über einer Million Euro. Nach Recherchen der Zeitung Gazeta Wyborcza bezahlte das Ministerium damit den achtfachen Marktwert für die Masken, dennoch fehlten ihnen die notwendigen Qualitätszertifikate. Beatmungsgeräte, die Szumowskis Ministerium in Ostasien bestellt hatte, kamen nie an. Das Unternehmen OncoArendi  Therapeutics, das hauptsächlich Szumowskis Bruder Marcin gehört, bekam Gazeta Wyborcza zufolge in den letzten Jahren Projekte von umgerechnet gut 67 Millionen Euro zur Erforschung neuer Medikamente zugesprochen. Die Projekte waren nach dieser Darstellung größtenteils mit EU-Mitteln finanziert und wurden vor allem von Ministerien oder angeschlossenen Forschungseinrichtungen bewilligt, in denen Łukasz Szumowski erst als Vize-Forschungsminister, dann als Gesundheitsminister arbeitete. Das Unternehmen brachte allerdings kein einziges Medikament zur Marktreife.
Am 18. August 2020 gab Szumowski seinen Rücktritt bekannt. Er habe schon im Januar oder Februar vorgehabt, in seinen Beruf zurückzukehren, sei aber wegen des Ausbruchs der COVID-19-Pandemie im Amt geblieben. Zudem habe er mit dem Regierungschef vereinbart, die Digitalisierung des polnischen Gesundheitswesens zu Ende zu führen. Sein Abgeordnetenmandat übt er weiterhin aus.